# Miss Distrito Federal
Miss Distrito Federal (ou Miss Universo Distrito Federal) é um tradicional concurso de beleza feminino realizado anualmente desde 1959 e que busca eleger a melhor candidata brasiliense em busca do título de Miss Brasil, válido para o Miss Universo. Brasília só conseguiu, até então, uma vitória no nacional, em 1987 com a cuiabana Jacqueline Meirelles; desde então segue um jejum de 35 anos sem o título máximo. O atual coordenador credenciado na região é o produtor de eventos, o gaúcho Dominique Silva, da Minimal Models.

## Histórico

### Tabela de classificação
A performance das brasilienses no Miss Brasil:
| Posição       | Performance |
| ------------- | ----------- |
| Miss Brasil   | 1           |
| 2º. Lugar     | 2           |
| 3º. Lugar     | 6           |
| 4º. Lugar     | 4           |
| 5º. Lugar     | 0           |
| Finalista     | 1           |
| Semifinalista | 20          |
| Total         | 34          |

### Premiações Especiais
- Miss Simpatia: Patrícia Viotti (1977) e Loiane Aiache (1980)

- Melhor Traje Típico: Níriam Massi (1979)  ·  Ludmylla Basthos (2008)

- Miss Voto Popular: Ana Cláudia Pimenta (2006)

- Miss Be Emotion: Amanda Balbino (2015)

- Desafio Troca de Pele: Bia Rodrigues (2018)

### Coordenações
Já estiveram a frente da competição:
- em 1980: Therezinha Monte, Felícia Miranda Mellis e Roberto Miranda.

- em 1981: Luiz Siqueira e Jota Caribé.

- 1982 a 1984: Carlos Senna e Cleusa Oliveira Senna.

- em 1985: Luiz Siqueira.

- em 1986: Henrique Fróes e Suzana Petit.

- 1987 a 1989: Pedro Rogério (Diretor Regional do SBT em Brasília).

- 1991 a 1992: Antônio Carlos Gomes de Castro.

- 1999 a 1999: Paulo Galvão.

- 2000 a 2001: Severino Cardoso (Interbsb Produções Artísticas).

- em 2002: Boanerges Gaeta Júnior (ex-diretor do Miss Brasil).

- 2003 a 2004: Fátima Abranches (ex-organizadora do Miss Goiás).

- 2005 a 2016: Clóves Nunes (Clóves Nunes Cabelo & Maquiagem). [1]

- 2017 a 2018: Juliana Campos (Célebre Produções).

- 2019 a 2023: Mayck Carvalho (MK Live).

- desde 2024: Dominique Silva (Minimal Models)

### Galeria das vencedoras

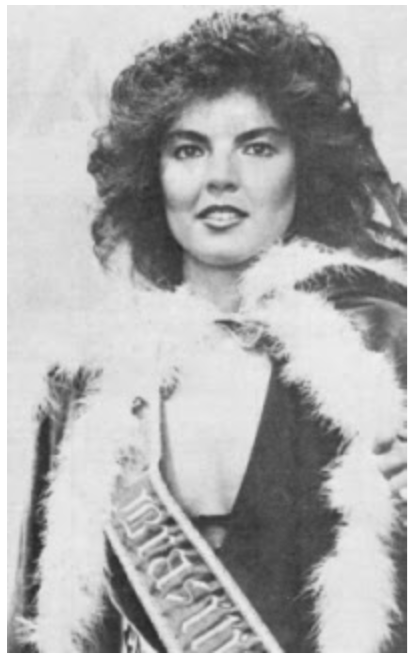
Carla Pompeu, Miss DF 1983.

## Vencedoras
- Tornou-se Miss Brasil

| Ano  | Participação                                            | Representante Distrital                                 | Representação                                           | Colocação                                               | Miss Universo                                           | Ref.                                                    |
| ---- | ------------------------------------------------------- | ------------------------------------------------------- | ------------------------------------------------------- | ------------------------------------------------------- | ------------------------------------------------------- | ------------------------------------------------------- |
| 2025 | O Estado não enviou candidata para a disputa deste ano. | O Estado não enviou candidata para a disputa deste ano. | O Estado não enviou candidata para a disputa deste ano. | O Estado não enviou candidata para a disputa deste ano. | O Estado não enviou candidata para a disputa deste ano. | O Estado não enviou candidata para a disputa deste ano. |
| 2024 | 62ª                                                     | Suamy Goulart                                           | Santa Maria                                             | Semifinalista (Top 13)                                  |                                                         | [ 2 ]                                                   |
| 2023 | 61ª                                                     | Thayná Lima                                             | Setor Noroeste                                          | Semifinalista (Top 16)                                  |                                                         | [ 3 ]                                                   |
| 2022 | 60ª                                                     | Marina "Nina" Assis                                     | Taguatinga                                              |                                                         |                                                         | [ 4 ]                                                   |
| 2021 | 59ª                                                     | Gabriela Rodrigues                                      | Águas Claras                                            | Semifinalista (Top 15)                                  |                                                         | [ 5 ]                                                   |
| 2020 | A Miss Brasil foi indicada, portanto não houve disputa. | A Miss Brasil foi indicada, portanto não houve disputa. | A Miss Brasil foi indicada, portanto não houve disputa. | A Miss Brasil foi indicada, portanto não houve disputa. | A Miss Brasil foi indicada, portanto não houve disputa. | A Miss Brasil foi indicada, portanto não houve disputa. |
| 2019 | 58ª                                                     | Ana Gabriela Borges                                     | Setor Sudoeste                                          | Semifinalista (Top 15)                                  |                                                         | [ 6 ]                                                   |
| 2018 | 57ª                                                     | Bia Rodrigues                                           | Asa Norte                                               | Semifinalista (Top 15)                                  |                                                         | [ 7 ]                                                   |
| 2017 | 56ª                                                     | Stéphane Dias                                           | Asa Norte                                               |                                                         |                                                         | [ 8 ]                                                   |
| 2016 | 55ª                                                     | Sarah Alves                                             | Setor Sudoeste                                          |                                                         |                                                         | [ 9 ]                                                   |
| 2015 | 54ª                                                     | Amanda Balbino                                          | Núcleo Bandeirante                                      | Semifinalista (Top 15)                                  |                                                         | [ 10 ]                                                  |
| 2014 | 53ª                                                     | Luísa Lopes                                             | Águas Claras                                            | Semifinalista (Top 10)                                  |                                                         | [ 11 ]                                                  |
| 2013 | 52ª                                                     | Nathália Costa                                          | Taguatinga                                              |                                                         |                                                         | [ 12 ]                                                  |
| 2012 | 51ª                                                     | Tamiris Rodrigues                                       | Lago Sul                                                | Finalista (Top 05)                                      |                                                         | [ 13 ]                                                  |
| 2011 | 50ª                                                     | Alessandra Baldini                                      | Cruzeiro                                                | Semifinalista (Top 10)                                  |                                                         | [ 14 ]                                                  |
| 2010 | 49ª                                                     | Lidiane Matos                                           | Cruzeiro                                                | 4º. Lugar                                               |                                                         | [ 15 ]                                                  |
| 2009 | 48ª                                                     | Denise Ribeiro                                          | Lago Sul                                                | 3º. Lugar                                               |                                                         | [ 16 ]                                                  |
| 2008 | 47ª                                                     | Ludmylla Bastos                                         | Águas Claras                                            | Semifinalista (Top 15)                                  |                                                         | [ 17 ]                                                  |
| 2007 | 46ª                                                     | Rafaela Studart                                         | Lago Sul                                                |                                                         |                                                         | [ 18 ]                                                  |
| 2006 | 45ª                                                     | Ana Cláudia Pimenta                                     | Taguatinga                                              | Semifinalista (Top 10)                                  |                                                         | [ 19 ]                                                  |
| 2005 | 44ª                                                     | Adriana Watanabe                                        | Taguatinga                                              |                                                         |                                                         | [ 20 ]                                                  |
| 2004 | 43ª                                                     | Alynne Coutinho                                         | Guará                                                   |                                                         |                                                         | [ 21 ]                                                  |
| 2003 | 42ª                                                     | Cynthia Campêlo                                         | Asa Sul                                                 |                                                         |                                                         | [ 22 ]                                                  |
| 2002 | 41ª                                                     | Patrícia Wustro                                         | Brasília                                                |                                                         |                                                         | [ 23 ]                                                  |
| 2001 | 40ª                                                     | Danielle Gonçalves                                      | Taguatinga                                              |                                                         |                                                         | —                                                       |
| 2000 | 39ª                                                     | Tatiana Borges                                          |                                                         |                                                         |                                                         | —                                                       |
| 1999 | 38ª                                                     | Bárbara Fonsêca                                         |                                                         | Semifinalista (Top 10)                                  |                                                         | —                                                       |
| 1998 | 37ª                                                     | Liliane Muniz                                           |                                                         |                                                         |                                                         | —                                                       |
| 1997 | 36ª                                                     | Tatiana Bortoluzzi                                      |                                                         |                                                         |                                                         | —                                                       |
| 1996 | 35ª                                                     | Tatiana Calazans                                        |                                                         |                                                         |                                                         | —                                                       |
| 1995 | 34ª                                                     | Ezilene Mendes                                          |                                                         |                                                         |                                                         | —                                                       |
| 1994 | 33ª                                                     | Karen Diesel                                            |                                                         |                                                         |                                                         | —                                                       |
| 1993 | A Miss Brasil foi indicada, portanto não houve disputa. | A Miss Brasil foi indicada, portanto não houve disputa. | A Miss Brasil foi indicada, portanto não houve disputa. | A Miss Brasil foi indicada, portanto não houve disputa. | A Miss Brasil foi indicada, portanto não houve disputa. | —                                                       |
| 1992 | 32ª                                                     | Kátia Steimpaid                                         |                                                         |                                                         |                                                         | —                                                       |
| 1991 | O Estado não enviou candidata ao Miss Brasil 1991.      | O Estado não enviou candidata ao Miss Brasil 1991.      | O Estado não enviou candidata ao Miss Brasil 1991.      | O Estado não enviou candidata ao Miss Brasil 1991.      | O Estado não enviou candidata ao Miss Brasil 1991.      | —                                                       |
| 1990 | Não houve disputa nacional de Miss Brasil em 1990.      | Não houve disputa nacional de Miss Brasil em 1990.      | Não houve disputa nacional de Miss Brasil em 1990.      | Não houve disputa nacional de Miss Brasil em 1990.      | Não houve disputa nacional de Miss Brasil em 1990.      | —                                                       |
| 1989 | 31ª                                                     | Gracy Schneider                                         |                                                         |                                                         |                                                         | —                                                       |
| 1988 | 30ª                                                     | Ana Cláudia Maranhão                                    |                                                         |                                                         |                                                         | —                                                       |
| 1987 | 29ª                                                     | Jacqueline Meirelles                                    |                                                         | MISS BRASIL 1987                                        | (Não obteve classificação)                              | —                                                       |
| 1986 | 28ª                                                     | Patrícia Carneiro                                       |                                                         | Semifinalista (Top 12)                                  |                                                         | —                                                       |
| 1985 | 27ª                                                     | Helayne Cardoso                                         | Associação dos Servidores do CERMA                      | Semifinalista (Top 12)                                  |                                                         | —                                                       |
| 1984 | 26ª                                                     | Vera Lúcia Petit                                        | Taguatinga                                              | Semifinalista (Top 12)                                  |                                                         | —                                                       |
| 1983 | 25ª                                                     | Carla Pompeu                                            | Associação dos Lojitas do Venâncio 2000                 |                                                         |                                                         | —                                                       |
| 1982 | 24ª                                                     | Lígia Romagnoli                                         | Associação dos Servidores da Cobal                      | Semifinalista (Top 12)                                  |                                                         | —                                                       |
| 1981 | 23ª                                                     | Karin Keller Lins                                       | Clube Naval de Brasília                                 | 3º. Lugar                                               |                                                         | —                                                       |
| 1980 | 22ª                                                     | Loiane Aiache                                           | Clube do Congresso                                      | 3º. Lugar                                               |                                                         | —                                                       |
| 1979 | 21ª                                                     | Niriam Massi                                            | Brasília Esporte Clube                                  | Semifinalista (Top 09)                                  |                                                         | —                                                       |
| 1978 | 20ª                                                     | Tanara Bier                                             | Associação Recreativa Bancrévea                         | 4º. Lugar                                               |                                                         | —                                                       |
| 1977 | 19ª                                                     | Patrícia Viotti                                         | Iate Clube de Brasília                                  | 3º. Lugar                                               |                                                         | —                                                       |
| 1976 | 18ª                                                     | Adelaide Fraga                                          | Associação Recreativa Bancrévea                         | 3º. Lugar                                               |                                                         | —                                                       |
| 1975 | 17ª                                                     | Lisane Távora                                           | Clube Naval de Brasília                                 | 2º. Lugar                                               |                                                         | —                                                       |
| 1974 | 16ª                                                     | Mariza Sommer                                           | Associação Recreativa Bancrévea                         | 3º. Lugar                                               |                                                         | —                                                       |
| 1973 | 15ª                                                     | Kátia Lopes                                             | Associação Recreativa Bancrévea                         | Semifinalista (Top 08)                                  |                                                         | —                                                       |
| 1972 | 14ª                                                     | Célia Coelho                                            | Clube Área Alfa                                         |                                                         |                                                         | —                                                       |
| 1971 | 13ª                                                     | Stella Dlugolenski                                      | Clube Área Alfa                                         | Semifinalista (Top 08)                                  |                                                         | —                                                       |
| 1970 | 12ª                                                     | Regina Faria                                            | Sindicato dos Comerciários                              |                                                         |                                                         | —                                                       |
| 1969 | 11ª                                                     | Marice Galvão                                           | Casa do Estudante Secundarista                          | Semifinalista (Top 08)                                  |                                                         | —                                                       |
| 1968 | 10ª                                                     | Pilar Matos Ferro                                       | Associação Recreativa Bancrévea                         | Semifinalista (Top 08)                                  |                                                         | —                                                       |
| 1967 | 9ª                                                      | Anísia Fonsêca                                          | Clube Área Alfa                                         | 4º. Lugar                                               |                                                         | —                                                       |
| 1966 | 8ª                                                      | Maria Helena Cury                                       | Clube União Árabe-Brasileira                            |                                                         |                                                         | —                                                       |
| 1965 | 7ª                                                      | Suely Tavares                                           | Taguatinga Country Clube                                |                                                         |                                                         | —                                                       |
| 1964 | 6ª                                                      | Marli Igliori                                           | Associação Recreativa Bancrévea                         |                                                         |                                                         | —                                                       |
| 1963 | 5ª                                                      | Denise Almeida                                          | Iate Clube de Brasília                                  | 4º. Lugar                                               |                                                         | —                                                       |
| 1962 | 4ª                                                      | Sílvia Resende                                          | Minas Brasília Tênis Clube                              |                                                         |                                                         | —                                                       |
| 1961 | 3ª                                                      | Marília Brício                                          | Iate Clube de Brasília                                  |                                                         |                                                         | —                                                       |
| 1960 | 2ª                                                      | Magda Pfrimer                                           | Iate Clube de Brasília                                  | 2º. Lugar                                               |                                                         | —                                                       |
| 1959 | 1ª                                                      | Martha Garcia                                           | Brasília                                                |                                                         |                                                         | —                                                       |

### Títulos

#### Por Região Administrativa
| Região Administrativa | Títulos | Vitórias                                                   |
| --------------------- | ------- | ---------------------------------------------------------- |
| Asa Norte             | 10      | 1960, 1961, 1962, 1963, 1966, 1969, 1977, 1985, 2017, 2018 |
| Taguatinga            | 7       | 1965, 1984, 2001, 2005, 2006, 2013, 2022                   |
| Asa Sul               | 6       | 1970, 1975, 1981, 1982, 1983, 2003                         |
| Sobradinho            | 6       | 1964, 1968, 1973, 1974, 1976, 1978                         |
| Águas Claras          | 3       | 2008, 2014, 2021                                           |
| Lago Sul              | 3       | 2007, 2009, 2012                                           |
| Riacho Fundo          | 3       | 1967, 1971, 1972                                           |
| Setor Sudoeste        | 2       | 2016, 2019                                                 |
| Cruzeiro              | 2       | 2010, 2011                                                 |
| Guará                 | 2       | 1979, 2004                                                 |
| Brasília              | 2       | 1959, 2002                                                 |
| Santa Maria           | 1       | 2024                                                       |
| Setor Noroeste        | 1       | 2023                                                       |
| Núcleo Bandeirante    | 1       | 2015                                                       |
| Lago Norte            | 1       | 1980                                                       |

##### Observações
1. Martha Garcia não representou nenhum clube ou associação. Sua representação entra para a cidade de Brasília, indiretamente.
  1. O mesmo se aplica à Patrícia Wustro, indicada ao posto em 2002, sem nenhum vínculo com a região distrital.
2. Por falta de informação, os títulos entre 1986 a 2000 não entram na contagem acima.

## Outras informações
As candidatas "candangas" que representaram a região no nacional:
| Candidatas não nascidas em Brasília | Candidatas não nascidas em Brasília | Candidatas não nascidas em Brasília | Candidatas não nascidas em Brasília |
| Nº                                  | Candidata                           | Ano                                 | Cidade/UF                           |
| ----------------------------------- | ----------------------------------- | ----------------------------------- | ----------------------------------- |
| 1                                   | Martha Garcia                       | 1959                                | Rio de Janeiro, RJ                  |
| 2                                   | Magda Pfrimer                       | 1960                                | Anápolis, GO                        |
| 3                                   | Marília Brício                      | 1961                                | Rio de Janeiro, RJ                  |
| 4                                   | Silvia Rezende                      | 1962                                | Boa Esperança, MG                   |
| 5                                   | Denise Almeida                      | 1963                                | Rio de Janeiro, RJ                  |
| 6                                   | Marli Igliori                       | 1964                                | São Paulo, SP                       |
| 7                                   | Suely Tavares                       | 1965                                | Rio de Janeiro, RJ                  |
| 8                                   | Maria Helena Cury                   | 1966                                | Rio de Janeiro, RJ                  |
| 9                                   | Anísia Fonsêca                      | 1967                                | Patos de Minas, MG                  |
| 10                                  | Cristina Dlugolenski                | 1971                                | Salvador, BA                        |
| 11                                  | Célia Coelho                        | 1972                                | Araguari, MG                        |
| 12                                  | Kátia Lopes                         | 1973                                | Rio de Janeiro, RJ                  |
| 13                                  | Mariza Sommer                       | 1974                                | São Paulo, SP                       |
| 14                                  | Lisane Távora                       | 1975                                | Cachoeira do Sul, RS                |
| 15                                  | Adelaide Fraga                      | 1976                                | Belo Horizonte, MG                  |
| 16                                  | Patrícia Viotti                     | 1977                                | São Paulo, SP                       |
| 17                                  | Tanara Bier                         | 1978                                | Porto Alegre, RS                    |
| 18                                  | Loiane Aiache                       | 1980                                | Curitiba, PR                        |
| 19                                  | Lígia Romagnoli                     | 1982                                | Londrina, PR                        |
| 20                                  | Vera Lúcia Petit                    | 1984                                | Rio de Janeiro, RJ                  |
| 21                                  | Jacqueline Meirelles                | 1987                                | Cuiabá, MT                          |
| 22                                  | Patricia Wustro                     | 2002                                | Xanxerê, SC                         |
| 23                                  | Alynne Coutinho                     | 2004                                | Muriaé, MG                          |
| 24                                  | Ludmylla Bastos                     | 2008                                | Natal, RN                           |
| 25                                  | Amanda Balbino                      | 2015                                | Rio de Janeiro, RJ                  |
| 26                                  | Suamy Goulart                       | 2024                                | Manaus, AM                          |